# Autostichidae
Autostichidae (лат.) — семейство молевидных бабочек из насемейства Gelechioidea.

## Описание
Мелкие и средних размеров молевидные бабочки, размах крыльев 1—2 см. Гусеницы в основном, сапрофаги. Autostichidae — это семейство, которое сложно охарактеризовать, поскольку оно, по-видимому, не обладает уникальными синапоморфиями, хотя его монофилия хорошо поддерживается.

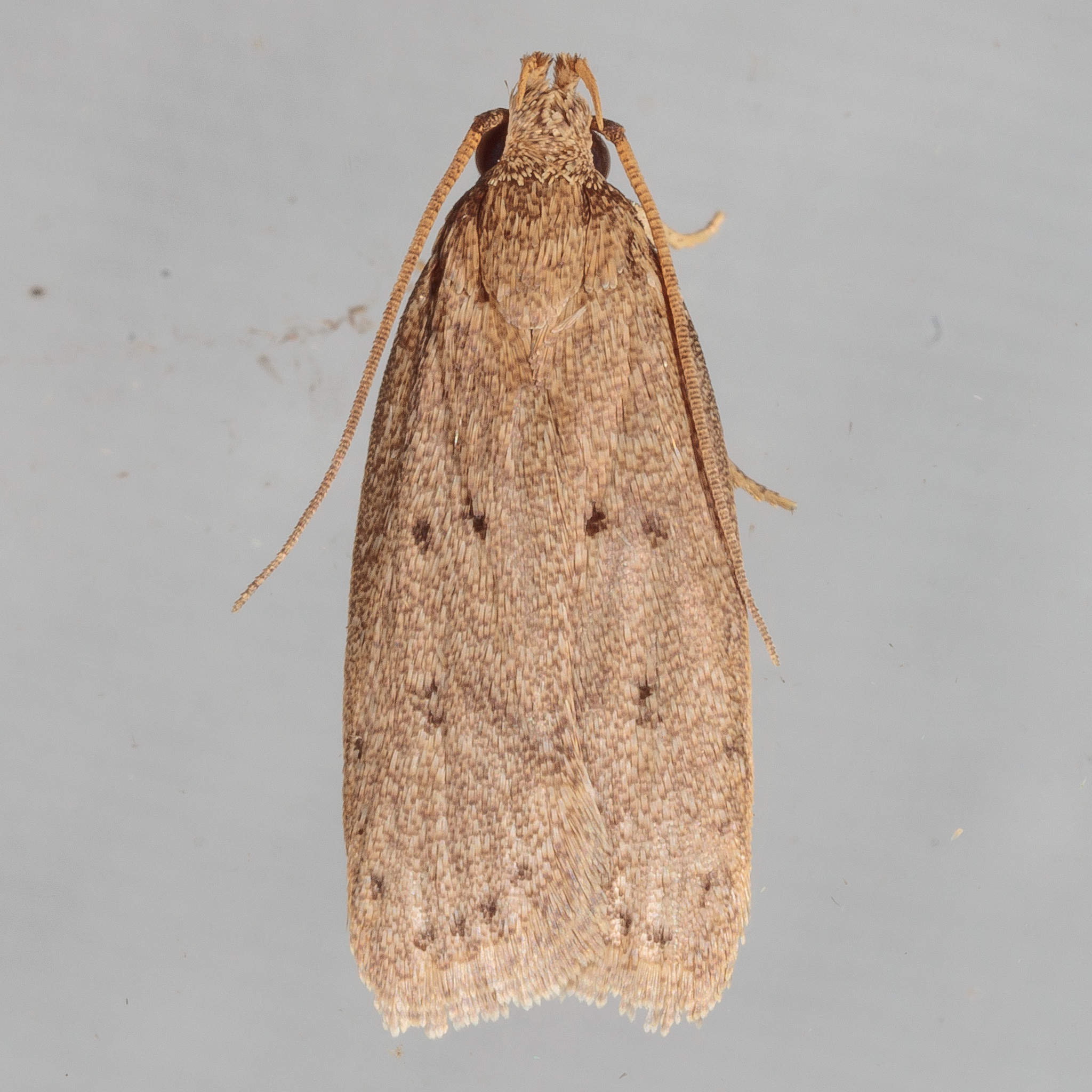
Autosticha kyotensis
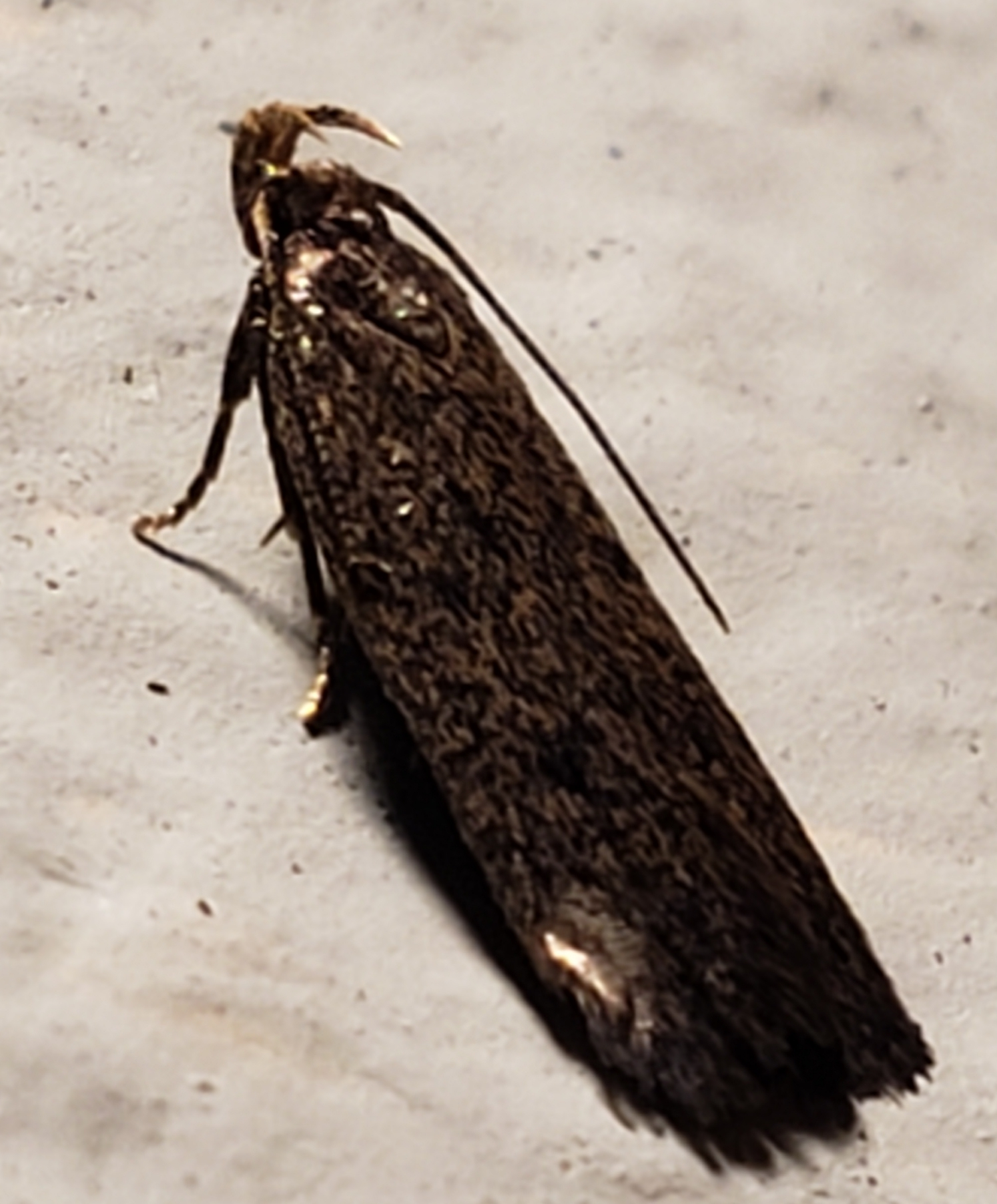
Glyphidocera

## Систематика
Описано около 700 видов, 72 рода, часть из которых может принадлежать другим группам. Ранее Autostichinae относили либо к семейству ширококрылых молей Oecophoridae, либо к выемчатокрылым молям Gelechiidae, а в последнее время выделяют в отдельное семейство Autostichidae.
Сейчас сюда включены несколько отдельных родов, которые исторически были отнесены к совершенно другим линиям Gelechioidea, например, к Lecithoceridae или Xyloryctidae. Некоторые подсемейства ранее рассматривались как отдельные семейства (Deoclonidae, Holcopogonidae, Symmocidae). Монотипический род Oecia Walsingham, 1897, ранее входивший в состав семейства Schistonoeidae в рамках его подсемейства Oeciinae; теперь включён в подсемейство Holcopogoninae (Gozmány 2000).
Семейство Autostichidae включено в надсемейство Gelechioidea.
В 2011 году в результате филогенетического анализа выяснилось, что Autostichidae вместе с семействами Lecithoceridae, Xyloryctidae и Oecophoridae s. str. относятся к наиболее базальными в Gelechioidea. В 2016 семейство Autostichidae включено в одну из трёх выделенных монофилетических линий семейств Gelechioidea: ‘Depressariid Assemblage’ (Autostichidae, Xyloryctidae, Lecithoceridae, Oecophoridae, Depressariidae и Lypusidae).
В 2020 году установлено новое очертание семейства Autostichidae (sensu nov.), в него включено подсемейство Periacminae из Cryptolechiidae (а ранее из Amphisbatidae или Lypusidae, плюс род Meleonoma из Cosmopterigidae).
- Autostichinae Le Marchand, 1947 — около 200 видов[4]
- Deocloninae Hodges, 1998 — 4 вида, 1 род Deoclona
- Glyphidocerinae Hodges, 1998 — около 150 видов, 1 род Glyphidocera
- Holcopogoninae Gozmány, 1967 — около 40 видов
- Oegoconiinae Leraut, 1992 — около 30 видов
- Periacminae Lvovsky, 2011[12][13][14]
  - Epiracma — Irepacma — Meleonoma — Periacma — Ripeacma — …
- Symmocinae Gozmány, 1957 — около 300 видов